# Clare (Australie-Méridionale)
Pour les articles homonymes, voir Clare.
Clare (3 063 habitants) est une localité en Australie-Méridionale située à 136 km au nord d'Adélaïde, la capitale de l'État dans la vallée de Clare. Elle est située sur la Main North Road.
Elle est au centre d'une région viticole réputée.
Elle porte le nom du comté de Clare en Irlande d’où étaient originaires ses premiers colons européens. Elle est le pays des Ngadjuri.